# Ponara (sielsowiet Soły)
Ponara – dawny folwark. Tereny, na których był położony, leżą obecnie na Białorusi, w obwodzie grodzieńskim, w rejonie smorgońskim, w sielsowiecie Soły.

## Historia
W czasach zaborów folwark w okręgu wiejskim Skirdziny, w gminie Kucewicze, w powiecie oszmiańskim, w guberni wileńskiej Imperium Rosyjskiego. W 1866 roku wraz z wsią liczył 64 mieszkańców w 4 domach, należał do dóbr Nowosiółki Czapskich. W 1905 roku liczył 48 mieszkańców, 549 dziesięcin, należał do Iwaszkiewiczów.
W latach 1921–1945 folwark leżał w Polsce, w województwie wileńskim, w powiecie oszmiańskim, w gminie Kucewicze.
W 1931 w 2 domach zamieszkiwało 29 osób.
Wierni należeli do parafii rzymskokatolickiej w Borunach i prawosławnej w Krewie. Miejscowość podlegała pod Sąd Grodzki w Oszmianie i Okręgowy w Wilnie; właściwy urząd pocztowy mieścił się w Kucewiczach.